# 小行星6021
小行星6021（英語：6021）是一颗围绕太阳公转的小行星。1991年10月1日，罗伯特·H·麦克诺特在赛丁泉山发现了此天体。
这颗小行星的绝对星等为149.5843093754314等。